# Nationalliga A (Handball) 1995/96
Die Spielzeit 1995/96 war die 47. reguläre Spielzeit der Schweizer Nationalliga A im Handball der Männer. Die Liga wurde von 8 auf 12 Mannschaften aufgestockt. Erreicht wurde dies durch 4 Aufsteiger.

## Modus
Gespielt wurden von den 12 Teams je 14 Spiele in einer Qualifikationsrunde.
Danach wurde die Meisterschaft in eine Final- und eine Auf-/Abstiegsrunde geteilt.
In der Finalrunde spielten die besten 8 Teams der Qualifikationsrunde.
In der Auf-/Abstiegsrunde spielten die Teams auf den Rängen 9.–12. mit den besten 4 der Nantionalliga B in einer Doppelrunde (je 14 Spiele) um den Auf-/Abstieg.
Nach der Finalrunde spielten die Mannschaften auf den Rängen 1 bis 4 die Playoffs (1. gegen 4., 2. gegen 3.).  Der Sieger der Playoffs wurde Schweizer Meister.

## Qualifikationsrunde
| Rang                    | Verein                | Spiele | Punkte |
| ----------------------- | --------------------- | ------ | ------ |
| 01.                     | Pfadi Winterthur (M)  | 14     | 24     |
| 02.                     | BSV Borba Luzern      | 14     | 22     |
| 03.                     | ZMC Amicitia          | 14     | 21     |
| 04.                     | St. Otmar St. Gallen  | 14     | 20     |
| 05.                     | Kadetten Schaffhausen | 14     | 18     |
| 06.                     | Wacker Thun           | 14     | 14     |
| 07.                     | BSV Bern (A)          | 14     | 14     |
| 08.                     | Grasshoppers          | 14     | 10     |
| 09.                     | TV Suhr               | 14     | 09     |
| 10.                     | RTV 1879 Basel (A)    | 13     | 07     |
| 11.                     | BSV Stans (A)         | 13     | 05     |
| 12.                     | TV Länggasse (A)      | 14     | 02     |
| Stand 21. Dezember 1995 |                       |        |        |

| Zum Qualifikationsrundenende: |                                     |
|                               |                                     |
|                               | Qualifiziert für die NLA-Finalrunde |
|                               | NLB/NLA-Auf-/Abstiegsrunde          |

Zum Saisonende 1994/95:

(M) – Schweizer Meister 1994/95: Pfadi Winterthur

(A) – Aufsteiger aus der Nationalliga B 1994/95: BSV Bern, BSV Stans, RTV 1879 Basel, TV Länggasse

## NLA-Finalrunde
| Rang                | Verein                | Spiele | Punkte |
| ------------------- | --------------------- | ------ | ------ |
| 1.                  | Pfadi Winterthur      | 11     | 21     |
| 2.                  | Kadetten Schaffhausen | 11     | 15     |
| 3.                  | St. Otmar St. Gallen  | 11     | 14     |
| 4.                  | BSV Borba Luzern      | 11     | 14     |
| 5.                  | ZMC Amicitia          | 11     | 13     |
| 6.                  | BSV Bern              | 11     | 08     |
| 7.                  | Wacker Thun           | 11     | 06     |
| 8.                  | Grasshoppers          | 11     | 03     |
| Stand 11. März 1996 |                       |        |        |

| Zum NLA-Finalrundenende: |                               |
|                          |                               |
|                          | Qualifiziert für die Playoffs |
|                          | Saison beendet                |

## NLB/NLA-Auf-/Abstiegsrunde
| Rang                   | Verein               | Spiele | Punkte |
| ---------------------- | -------------------- | ------ | ------ |
| 1.                     | TV Suhr (NLA)        | 5      | 9      |
| 2.                     | BSV Stans (NLA)      | 5      | 8      |
| 3.                     | RTV 1879 Basel (NLA) | 5      | 8      |
| 4.                     | TV Endingen          | 5      | 5      |
| 5.                     | TV Uster             | 5      | 5      |
| 6.                     | TV Länggasse (NLA)   | 5      | 4      |
| 7.                     | HC Dietikon/Urdorf   | 5      | 1      |
| 8.                     | TV Zofingen          | 5      | 0      |
| Stand 19. Februar 1996 |                      |        |        |

| Zum NLB/NLA-Auf-/Abstiegsrundenende: |                                                |
|                                      |                                                |
|                                      | Qualifiziert für die NLA in der Saison 1996/97 |
|                                      | NLB in der Saison 1996/97                      |

## Playoffs
Playoff-Baum

|  | Halbfinal | Halbfinal                | Halbfinal |  |  | Final | Final            | Final |
|  |           |                          |           |  |  |       |                  |       |
|  |           |                          |           |  |  |       |                  |       |
|  |           | Pfadi Winterthur         | 2         |  |  |       |                  |       |
|  |           | TSV St. Otmar St. Gallen | 0         |  |  |       |                  |       |
|  |           |                          |           |  |  |       | Pfadi Winterthur | 2     |
|  |           |                          |           |  |  |       | Amicitia         | 0     |
|  |           | Amicitia Zürich          | 2         |  |  |       |                  |       |
|  |           | Kadetten Schaffhausen    | 1         |  |  |       |                  |       |
|  |           |                          |           |  |  |       |                  |       |

### Halbfinal
Modus war Best-of-Three
|                  |   |                          | Serie | 1     | 2     | 3     |
| ---------------- | - | ------------------------ | ----- | ----- | ----- | ----- |
| Pfadi Winterthur | – | TSV St. Otmar St. Gallen | 2:0   | 28:24 | 24:17 | –     |
| Amicitia Zürich  | – | Kadetten Schaffhausen    | 2:1   | 25:26 | 29:22 | 24:19 |

### Final
Modus war Best-of-Three
|                  |   |                 | Serie | 1     | 2     | 3 |
| ---------------- | - | --------------- | ----- | ----- | ----- | - |
| Pfadi Winterthur | – | Amicitia Zürich | 2:0   | 29:18 | 30:21 | – |

## Torschützenliste
| Pl. | Spieler         | Tore | Schnitt | Mannschaft               |
| --- | --------------- | ---- | ------- | ------------------------ |
| 1.  | Oystein Havang  | 275  | 9,8     | Grasshopper Club Zürich  |
| 2.  | Beat Rellstab   | 237  | 7,9     | TSV St. Otmar St. Gallen |
| 3.  | Aleksander Vuga | 230  | 7,9     | Kadetten Schaffhausen    |